# Roggebrood

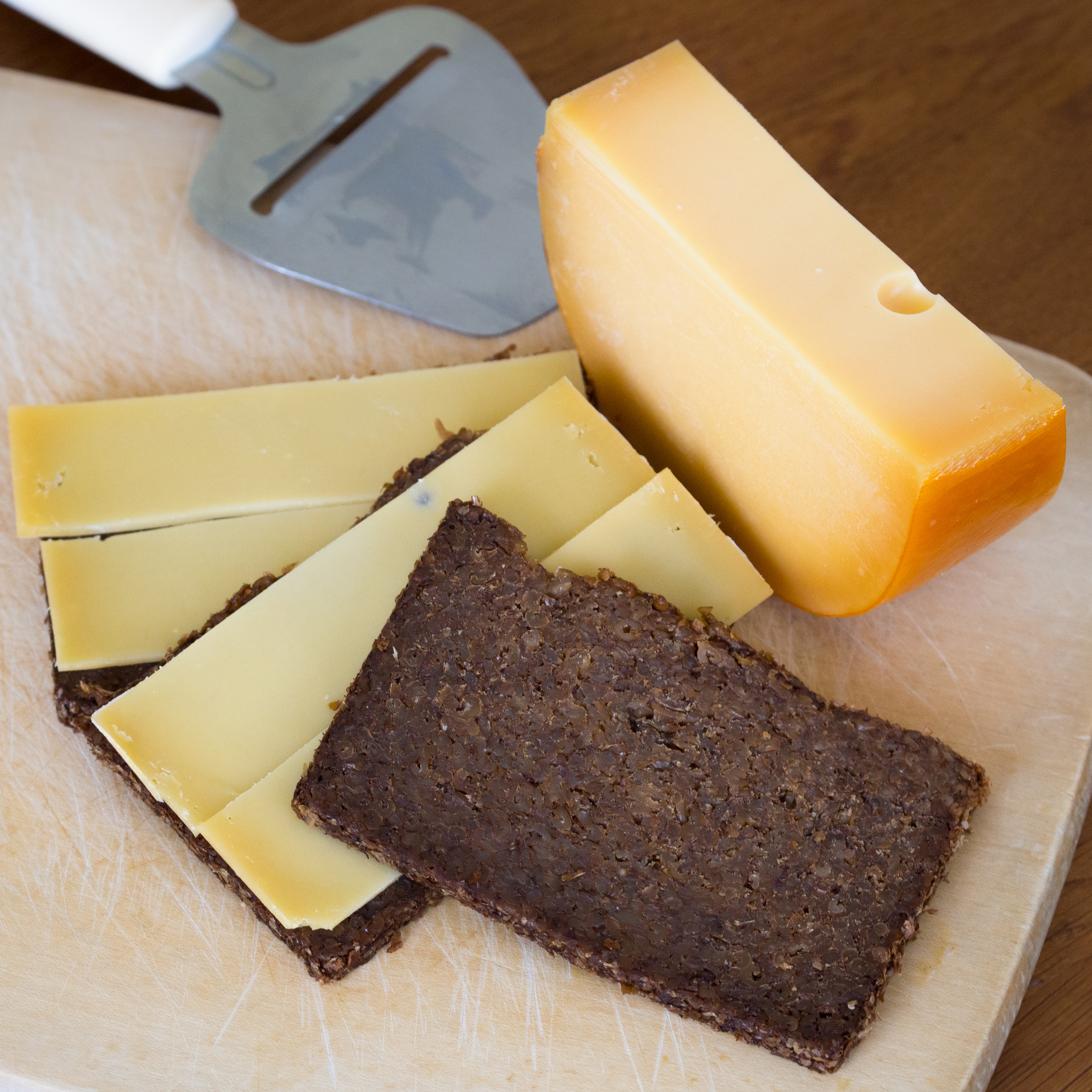
Fries roggebrood met oude kaas

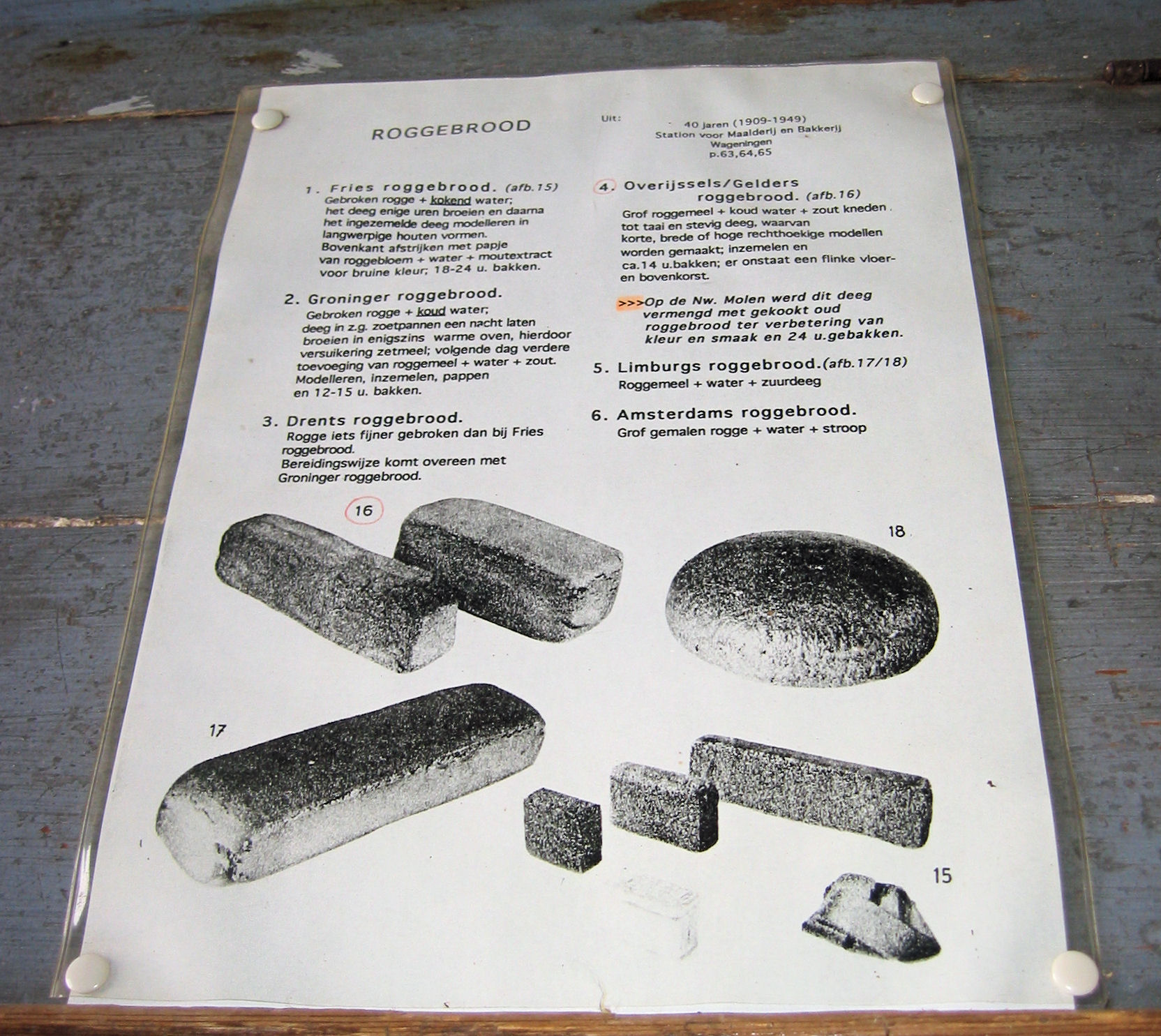
Recepten en roggebroodsoorten

Roggebrood is een voedzaam brood gemaakt van rogge, water, zout en soms gist of zuurdesem. Een plakje roggebrood (70 gram) levert ruim 10 % van de aanbevolen dagelijkse hoeveelheid aan voedingsvezels. Daarnaast bevat het onder meer koolhydraten, eiwit, en diverse vitamines en mineralen, waaronder ijzer en magnesium  en 
Roggebrood was vroeger voor velen in Nederland en België naast de later ingevoerde aardappels het hoofdvoedsel. Op enig moment werd tarwebrood de belangrijkste broodvariant. De twee broodsoorten verschillen niet alleen in de gebruikte graansoort. Zowel de geur, de kleur, de smaak als de structuur zijn anders. Bovendien verschilt de bereidingswijze.
Verschillende streken hebben eigen roggebroodrecepten die onderling flink kunnen verschillen.

## Productie
Roggebrood wordt meer 'gegaard' dan gebakken. De oven heeft bij het bereiden van roggebrood een veel lagere temperatuur dan bij tarwebrood en het bakproces duurt bij roggebrood langer. De zuidelijke (Limburgse en Brabantse) varianten van roggebrood verblijven ongeveer 2-4 uur in de oven terwijl dit bij de noordelijke (Friese en Groningse) varianten kan oplopen tot 24 uur.

### Regionale verschillen
Er is onder meer Brabants, Fries, Gelders, Gronings, Limburgs en Overijssels roggebrood. Fries en Brabants roggebrood, twee belangrijke soorten, verschillen in veel opzichten.
- Brabants roggebrood wordt kort gebakken, bevat voor de helft tarwebloem en wordt met gist of zuurdesem bereid. Bovendien wordt het van gemalen rogge gemaakt.
- Fries roggebrood kent daarentegen een lange baktijd, wordt met geweekt en gekookt oud roggebrood aangemaakt en bevat geen gist of desem. Het wordt voornamelijk van gebroken roggekorrels gemaakt. De smaak is zoeter dan van het Brabantse brood.

| Soort roggebrood | Samenstelling deeg                              | Rijsmiddel    | Baktijd    | Smaak    |
| ---------------- | ----------------------------------------------- | ------------- | ---------- | -------- |
| Fries            | rogge, gebroken korrels, gekookt oud roggebrood | geen          | ca. 15 uur | zoet     |
| Brabants         | tarwebloem, gemalen rogge                       | desem of gist | ca. 4 uur  | neutraal |

## Roggebroodbereiding met zuurdesem in Noord-, Centraal- en Oost-Europa

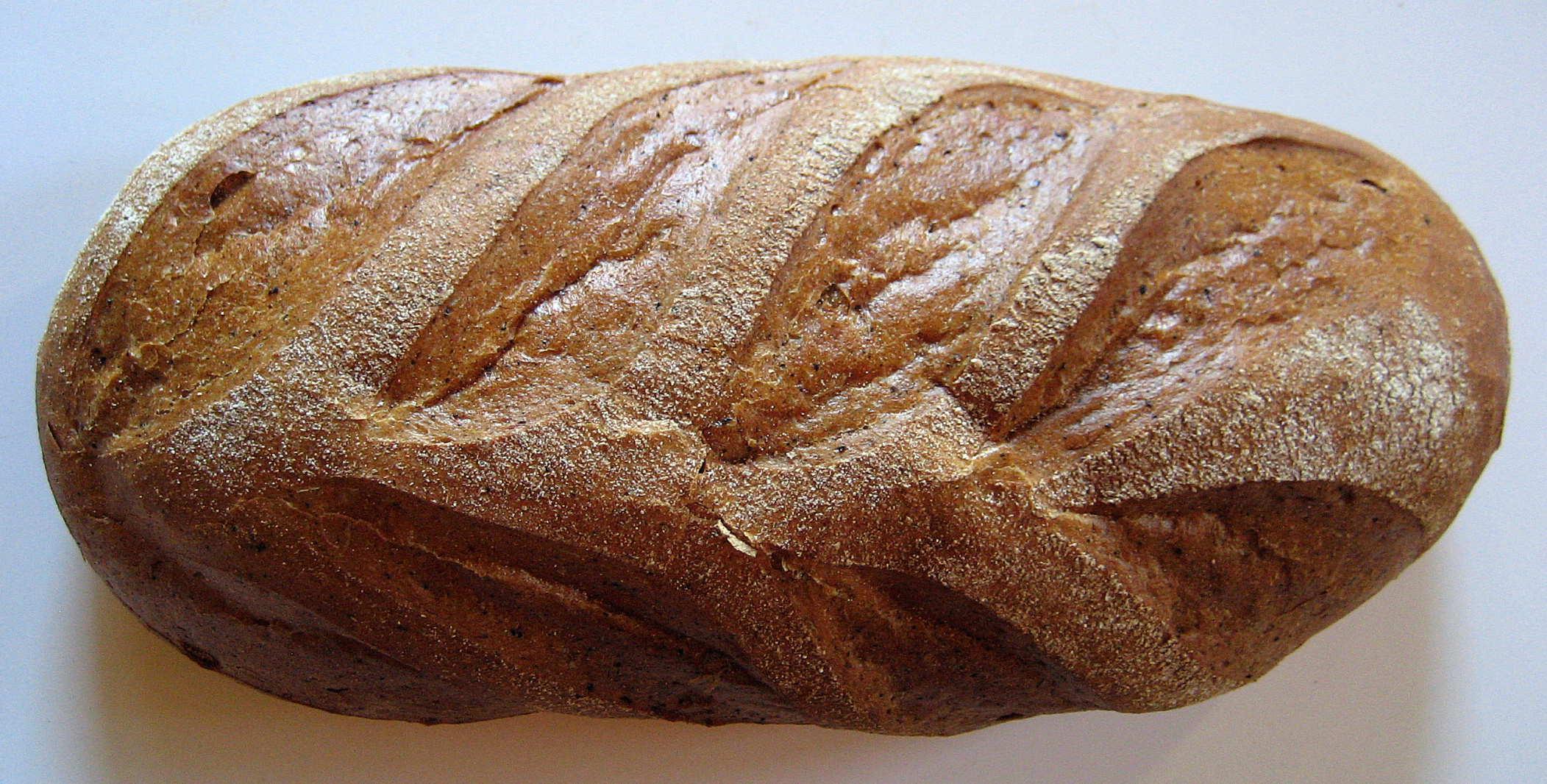
Russisch roggebrood, bereid met behulp van zuurdesem

In gebieden waar op grond van klimaat en bodem geen broodtarwe groeit, was rogge sinds eeuwen het belangrijkste grondproduct voor brood. De bereiding van het Fries roggebrood tezamen met de Westfaalse pompernikkel vormt een uitzondering door het bakproces zonder rijsmiddel. Vrijwel alle andere roggebroodsoorten maken gebruik van zuurdesem, omdat het zure milieu van zuurdesem enerzijds de amylase in het roggemeeldeeg tegenwerkt en zo de vorming van een korst mogelijk maakt en anderzijds in rogge aanwezende pentosanen onschadelijk maakt, die anders de opbouw van gluten en daardoor de ontwikkeling van een vaste consistentie behinderen. Veelal wordt ook roggemeel met tarwemeel vermengd voor gecombineerd roggetarwebrood.

## Roggebroodgerechten
Hoewel roggebrood al lange tijd niet meer tot het dagelijkse voedsel behoort, wordt het bij bepaalde maaltijden geregeld geserveerd. Zo wordt roggebrood, al dan niet belegd met spek, vaak gegeten bij erwtensoep. Andere klassieke gerechten zijn roggebrood met oude kaas, roggebrood met haring en de zogenaamde houtsnip, een jagersgerecht waarbij een witte boterham met kaas en roggebrood is belegd. Roggebrood wordt behalve met hartig beleg ook gegeten met zoet beleg. Daarnaast gebruikt men belegd roggebrood, in een speciale kleinere uitvoering, als borrelhapje.

## Chemische samenstelling
Hoewel rogge en tarwe genetisch zoveel met elkaar overeenkomen dat ze gekruist kunnen worden, zijn er belangrijke verschillen in de chemische samenstelling van tarwe en rogge. Deze hebben een groot effect op het broodbakproces. Zo zijn bepaalde enzymen, de amylasen, verschillend. Terwijl de amylasen van tarwe niet hittestabiel zijn en geen effect hebben op de tarwegluten, blijven de amylasen van rogge actief bij hogere temperaturen. De amylasen zijn van belang voor het rijzen van het deeg, maar moeten daarna onwerkzaam gemaakt worden.
De hoofdstructuur van het roggebrood wordt gevormd door een complex van polysachariden, zetmeel en pentosanen.
Om de activiteit van amylasen in rogge te stoppen kan het deeg aangezuurd worden met bacterie Lactobacillus. Door de vorming van verschillende zuren zoals melkzuur en azijnzuur wordt tegelijkertijd het brood lichter verteerbaar.